# Sân bay Grozny
Sân bay Grozny (IATA: GRV, ICAO: URMG) là một sân bay ở Cộng hòa Chechnya, Nga, cách thành phố Grozny 7,5 km về phía bắc.

## Hãng hàng không và điểm đến
| Hãng hàng không      | Các điểm đến                                   |
| -------------------- | ---------------------------------------------- |
| Aeroflot             | Moskva–Sheremetyevo                            |
| Avia Traffic Company | Bishkek                                        |
| Azimuth              | Moskva–Vnukovo, Rostov-na-Donu, St. Petersburg |
| flydubai             | Dubai                                          |
| Nordwind Airlines    | Bay thuê theo mùa: Antalya                     |
| Pegasus Airlines     | Istanbul–Sabiha Gökçen                         |
| S7 Airlines          | Novosibirsk                                    |
| Utair                | Istanbul, Moskva–Vnukovo                       |